# Donatella Damiani
Donatella Damiani, pseudonimo di Donatella Casula (Cagliari, 6 gennaio 1955), è un'attrice italiana.

## Biografia
Donatella Damiani è figlia di un funzionario del ministero e vive a Roma dall'età di un anno. Ex studentessa di scienze politiche, esordisce in Liebes Lager (1976), un nazisploitation con un cast interamente sotto pseudonimo diretto da Lorenzo Gicca Palli.
L'immagine della Damiani che più è rimasta impressa nella mente collettiva è quella della soubrette de La città delle donne (1980) di Federico Fellini. In questo film la Damiani incarna una donna dolce, protettiva, seduttiva, ammiccante, prorompente e - come poi ammetterà lei stessa - "piena di contraddizioni", in un'interpretazione condita da una vezzosa inflessione napoletana.
Le pellicole che interpreta in seguito (Miele di donna (1981) di Gianfranco Angelucci e Il peccato di Lola (1985) di Bruno Gaburro) insistono sulle sue rotondità e, in particolare, sul suo seno generoso che Fellini amava definire "un pagliaro".
Proprio quest'ultima pellicola segna la sua ultima apparizione cinematografica, mentre nel 1986 appare in una serie di servizi fotografici su riviste glamour e nel 1988 partecipa alla trasmissione Fantastico 9 con Enrico Montesano. Inoltre ha posato nuda per le riviste erotiche Playboy, Playmen e Le Ore.

## Filmografia
- Liebes Lager, regia di Lorenzo Gicca Palli (1976)
- Le calde notti di Caligola, regia di Roberto Bianchi Montero (1977)
- La liceale seduce i professori, regia di Mariano Laurenti (1979)
- Non ti conosco più amore, regia di Sergio Corbucci (1980)
- La città delle donne, regia di Federico Fellini (1980)
- Miele di donna, regia di Gianfranco Angelucci (1981)
- I carabbinieri, regia di Francesco Massaro (1981)
- Vigili e vigilesse, regia di Franco Prosperi (1982)
- Grog, regia di Francesco Laudadio (1982)
- Hanna D. - La ragazza del Vondel Park, regia di Rino Di Silvestro (1984)
- Il peccato di Lola, regia di Bruno Gaburro (1985)